# Witzbold (Comic)
Witzbold ist eine Comiczeitschrift, die ab April 1982 monatlich im Volksverlag erschien.

## Inhalt
Die Zeitschrift enthält Übersetzungen der französischen Comicserie Gai-Luron von Marcel Gotlieb. Die Hauptfiguren der oft nur zwei Seiten langen Comics in Schwarz-Weiß sind der apathisch wirkende Hund Witzbold, der auf Französisch Gai-Luron heißt, und der wesentlich lebhaftere Fuchs Jojo (im Original Jujube).

## Erscheinen
Das Erscheinen der Zeitschrift wurde mit Heft 9 eingestellt. Heft 10 erschien nur noch als Teil eines Sammelbands, der die Hefte 1–10 enthält.